# Nakagawa Hiroto
Nakagawa Hiroto (中川 寛斗 Nakagawa Hiroto, sinh ngày 3 tháng 11 năm 1994) là một cầu thủ bóng đá người Nhật Bản thi đấu ở vị trí tiền vệ cho câu lạc bộ Nhật Bản Kashiwa Reysol.

## Thống kê câu lạc bộ
Cập nhật đến ngày 23 tháng 2 năm 2018.
| Thành tích câu lạc bộ | Thành tích câu lạc bộ | Thành tích câu lạc bộ | Giải vô địch | Giải vô địch | Cúp                   | Cúp                   | Cúp Liên đoàn | Cúp Liên đoàn | Châu lục | Châu lục  | Tổng cộng | Tổng cộng |
| Mùa giải              | Câu lạc bộ            | Giải vô địch          | Số trận      | Bàn thắng    | Số trận               | Bàn thắng             | Số trận       | Bàn thắng     | Số trận  | Bàn thắng | Số trận   | Bàn thắng |
| Nhật Bản              | Nhật Bản              | Nhật Bản              | Giải vô địch | Giải vô địch | Cúp Hoàng đế Nhật Bản | Cúp Hoàng đế Nhật Bản | J. League Cup | J. League Cup | AFC      | AFC       | Tổng cộng | Tổng cộng |
| --------------------- | --------------------- | --------------------- | ------------ | ------------ | --------------------- | --------------------- | ------------- | ------------- | -------- | --------- | --------- | --------- |
| 2013                  | Shonan Bellmare       | J1 League             | 7            | 0            | 1                     | 0                     | 2             | 0             | -        | -         | 10        | 0         |
| 2014                  | Shonan Bellmare       | J2 League             | 3            | 0            | 1                     | 0                     | -             | -             | -        | -         | 4         | 0         |
| 2015                  | Kashiwa Reysol        | J1 League             | 5            | 1            | 1                     | 0                     | 1             | 0             | 1        | 0         | 8         | 1         |
| 2016                  | Kashiwa Reysol        | J1 League             | 22           | 1            | 2                     | 0                     | 5             | 1             | -        | -         | 29        | 1         |
| 2017                  | Kashiwa Reysol        | J1 League             | 22           | 3            | 4                     | 0                     | 2             | 0             | -        | -         | 28        | 3         |
| Tổng                  | Tổng                  | Tổng                  | 59           | 5            | 9                     | 0                     | 10            | 1             | 1        | 0         | 79        | 5         |